# Beaupouyet
Beaupouyet är en kommun i departementet Dordogne i regionen Nouvelle-Aquitaine i sydvästra Frankrike. Kommunen ligger i kantonen Mussidan som tillhör arrondissementet Périgueux. År 2022 hade Beaupouyet 558 invånare.

## Befolkningsutveckling
Antalet invånare i kommunen Beaupouyet
Referens:INSEE